# Avro Lincoln
Авро Ли́нкольн (англ. Avro Lincoln) — британский тяжёлый четырёхмоторный бомбардировщик, дальнейшее развитие известного бомбардировщика времён Второй мировой войны Авро Ланкастер. Первоначально считался модификацией Авро Ланкастер и обозначался Ланкастер IV и V, позднее получил обозначение Линкольн I и II соответственно. Первый полёт совершил 9 июня 1944 года. Последний бомбардировщик с поршневыми двигателями, принятый на вооружение Королевских военно-воздушных сил Великобритании.

## История создания
Использование бомбардировщиков "Ланкастер" в заключительной фазе Второй мировой войны на Тихоокеанском театре военных действий было затруднено их недостаточной дальностью и бомбовой нагрузкой. Также была очевидна большая разница в качестве между британскими самолётами и американскими бомбардировщиками В-29.
В 1943 году командование Королевских ВВС разработало техническое задание на новый тяжёлый бомбардировщик адаптированный для работы на Дальнем Востоке. Новый самолёт должен был иметь большие радиус действия, бомбовую нагрузку и потолок. Создание нового бомбардировщика была поручена фирме Avro.
Создание нового самолёта продолжалось до середины 1944 года. При изготовлении на заводе самолёт имел обозначение Avro 694. В новой модели самолёта были использованы многие элементы конструкции "Ланкастера" и изначально бомбардировщик имел обозначение Lancaster IV и Lancaster V. Но отличий от прототипа было так много, что самолёт получил собственное название "Линкольн". Первый полёт состоялся в июле 1944 года, вскоре после высадки союзников в Нормандии.
От "Ланкастера" "Линкольн" отличался большими размерами. Был удлинён фюзеляж и изменена носовая часть. Увеличен размах крыла. Из-за возросшего веса самолёта было усилено шасси. Наиболее уязвимые части планера, двигателей и систем были бронированны

## Конструкция

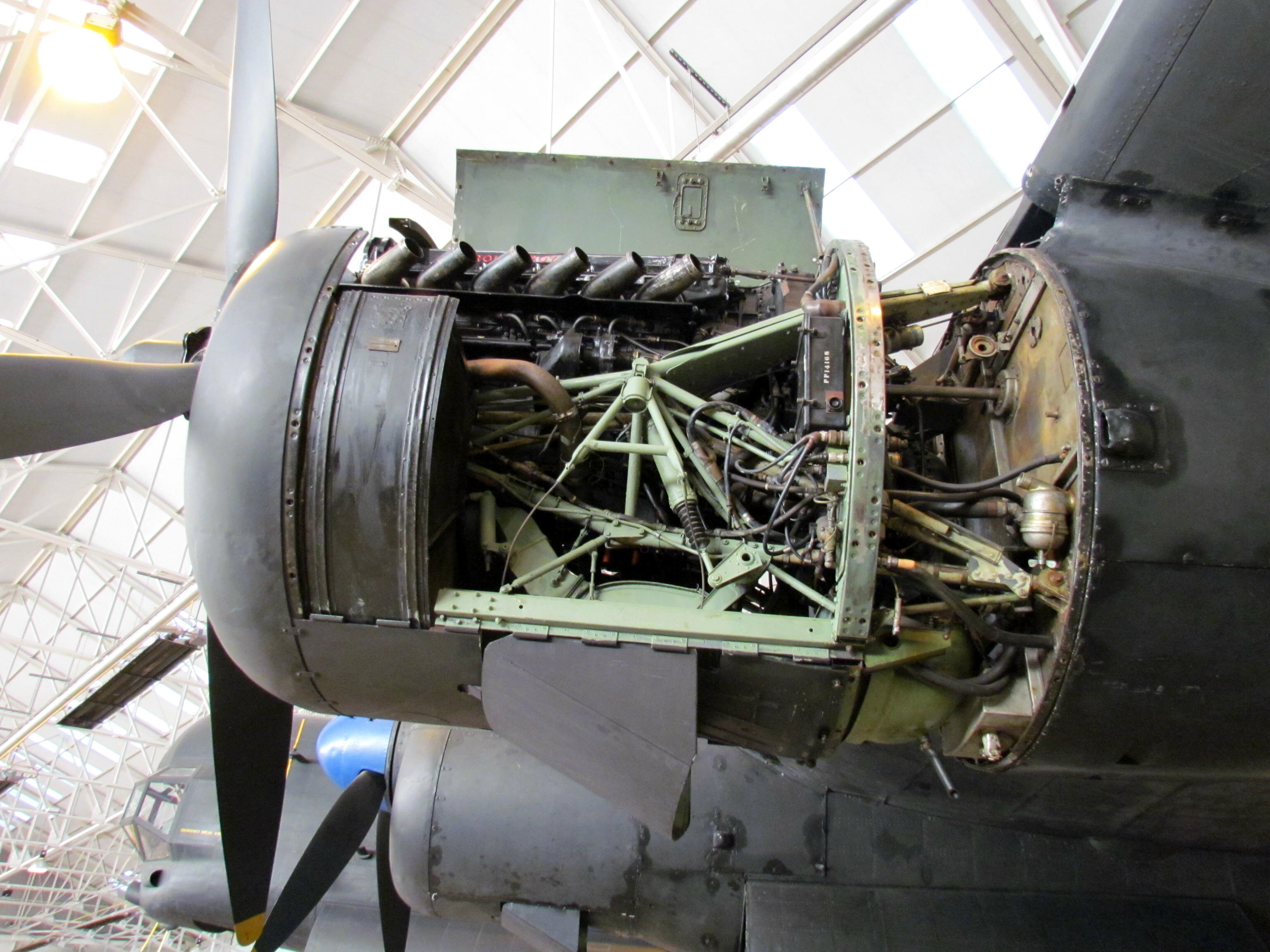
Один из четырех двигателей Rolls-Royce Merlin 85, устанавливавшихся на Avro Lincoln

Avro Lincoln - тяжелый четырёхмоторный стратегический бомбардировщик. Экипаж семь человек: два пилота, штурман-бомбардир, штурман, радист и два стрелка. Штурман -бомбардир также выполнял обязанности стрелка, для чего он поднимался в носовую башню, где располагалась дистанционно управляемая турель.
Фюзеляж - цельнометаллический полумонокок. Технологически состоял из пяти секций: носовая со стрелковой башней, пилотская кабина, центральная секция, хвостовая секция и секция с задней стрелковой башней. Носовая секция была двухэтажной - снизу  располагалась остекленная кабина штурмана-бомбардира, там находился бомбовый прицел и селектор для сброса бомб, а на втором этаже дистанционно управляемая турель.
За носовой частью, над бомбоотсеком, располагалась кабина пилотов, сзади пилотов находились рабочие места штурмана и радиста, в хвостовой части размещались стрелки верхней и хвостовой башен. Под хвостовой частью фюзеляжа, в радиопрозрачном обтекателе устанавливалась антенна РЛС.
Крыло - двухлонжеронное с работающей обшивкой состояло из пяти частей: центроплан с гондолами внутренних двигателей собирался совместно со средней секцией фюзеляжа. Каждая из консолей состояла из двух секций, на внутренней секции размещались мотогондолы внешних двигателей. Элероны и закрылки двухсекционные. Закрылки цельнометаллические. Элероны с полотняной обшивкой.
Хвостовое оперение - двухкилевое. Стабилизатор крепится к хвостовой части фюзеляжа. На законцовках стабилизатора установлены кили овальной формы. Киль и стабилизатор двухлонжеронные. Рули высоты и направления цельнометаллические с весовой и аэродинамической компенсацией.
Шасси - трехстоечное с хвостовым колесом. Основные стойки шасси французской фирмы "Мессье Даути". Основные стойки убирались назад по полету в мотогондолы внутренних двигателей и после уборки закрывались створками.. Колеса основных стоек шасси были снабжены пневматическими тормозами. Амортизация масляно-воздушная. Хвостовое колесо неубираемое.
Силовая установка - четыре поршневых двенадцатицилиндровых V-образных двигателя жидкостного охлаждения Rollls-Royce Merlin 85 мощностью 1750 л.с. каждый. Воздушные винты трёхлопастные. Топливная система состояла из шести баков. Два мягких бака были установлены в консолях крыла между мотогондолами, два жестких бака в фюзеляже и два жестких бака в центроплане. Общий объем топлива в шести баках составлял 16 278 л.
Вооружение -  бомбовая нагрузка достигала почти 10т и размещалось в бомбоотсеке на внутренней подвеске. Стандартными считались бомбы весом 227 кг и 454 кг, но самолет мог нести и более тяжелые бомбы. Предусматривалась возможность подвески шести морских мин. Оборонительное вооружение - четыре пулемета "Браунинг" калибра 12,7 мм устанавливались по два в носовой и хвостовой башнях, в верхней башне размещала спарка 20 мм пушек "Бритиш Испано".
Оборудование -  самолет был оснащен радиолокационной станцией, прицельно-навигационным оборудованием, системой радионавигации. Для попутной разведки и контроля результатов бомбометания был установлен аэрофотоаппарат.

## Производство

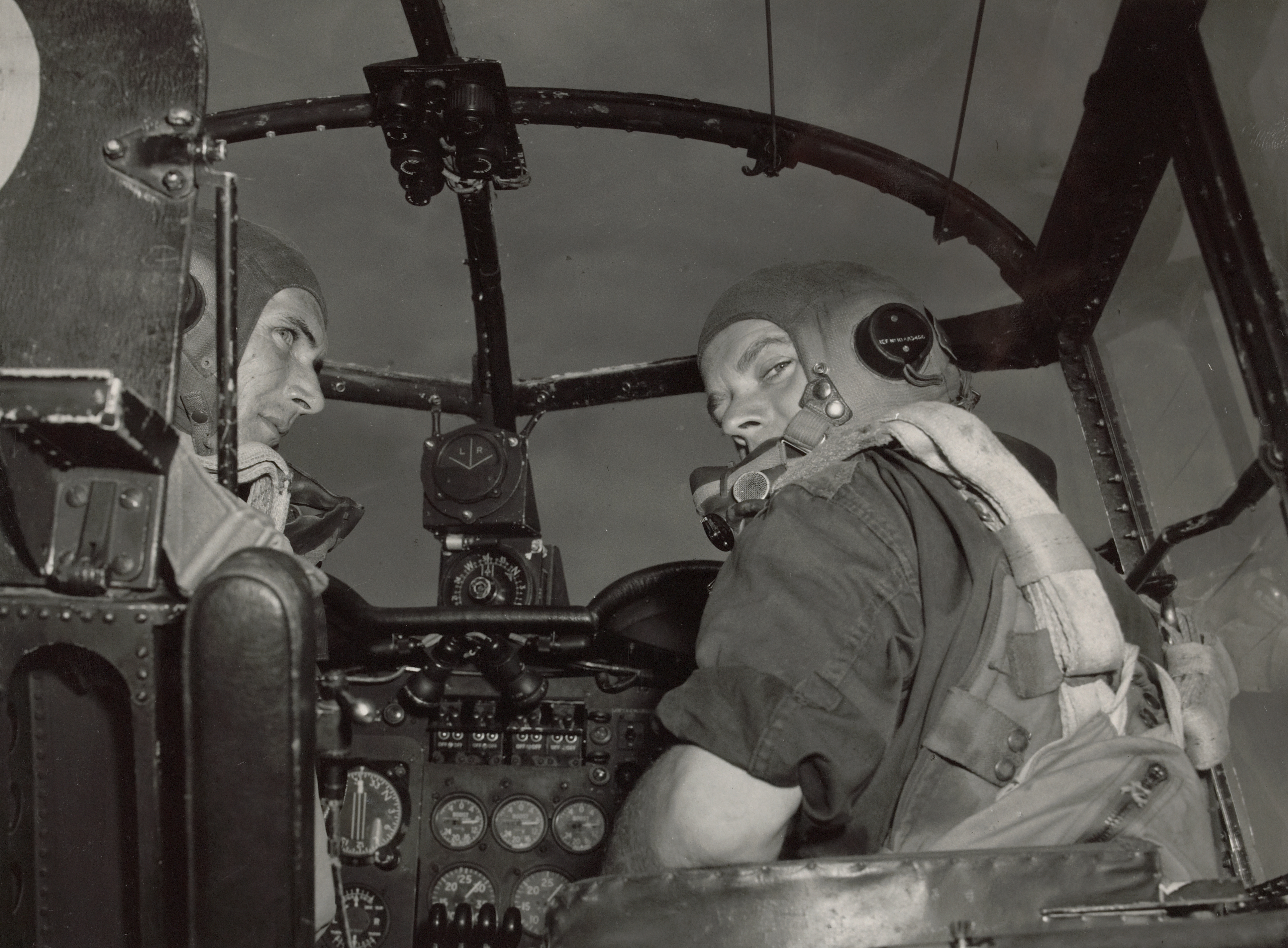
Кабина пилотов самолёта, принадлежащего Королевским ВВС Австралии. 1950 год

Испытания первых двух прототипов, проведённые в полном объёме, подтвердили неплохие лётные качества нового бомбардировщика, к тому же благодаря схожести с конструкцией "Ланкастера" экипажи легко его осваивали. Было принято решение заменить стратегические бомбардировщики Королевских ВВС на "Линкольны".
Министерство авиации Великобритании заказало серийное производство 2254 бомбардировщиков "Линкольн". Производство разворачивалось на предприятиях трёх фирм: "Авро" в Чаддертоне и в Йедоне, " Метрополитен-Виккерс" в Трэффорд Парке и "Армстронг-Уитворт" в Бэгинтоне. Первая модификация бомбардировщика В Mk.I с двигателями Rolls-Royce "Merlin" 85 оказалась не очень удачной, двигатели не выдавали заявленной мощности. Более перспективной оказалась модель В Mk.II с американскими двигателями "Packard-Merlin" 68.
Производственные линии по сборке "Линкольнов" были подготовлены в Канаде в компании "Виктори Эйркрафт" и в Австралии на Государственном авиационном заводе. Всего на британских заводах изготовили 3 прототипа, 82 "Lincoln" Mk.I и 465 "Lincoln" Mk.II. В Канаде, в связи с окончанием войны, производство было остановлено и был выпущен только один экземпляр Lincoln Mk.XV, еще четыре самолета были разобраны на стапелях, а сборка остальных 95 так и не состоялась
В Австралии начиная с 1946 г из деталей и агрегатов, поставляемых из Великобритании, было собрано 43 самолета модификации В Мк.30 и 30 В Мк.30А. Пока разворачивалось серийное производство бомбардировщиков Вторая Мировая война закончилась. Британское правительство приступило к переводу страны на мирное  положение. Были отменены крупные военные заказы в том числе и на бомбардировщики "Линкольн". Не вышли из стадии проектирования несколько перспективных модификаций.
Заводы фирмы "Авро" к 1947 году остановили сборку "Линкольнов". Только завод "Армстронг-Уитворт" выпускал бомбардировщики вплоть до апреля 1951 года, в том числе 18 самолетов изготовили для ВВС Аргентины. Всего в Аргентине эксплуатировалось 30 бомбардировщиков "Линкольн", 12 самолетов было приобретено бывших в эксплуатации.

## Эксплуатация
Принят на вооружение в августе 1945 года и участия во Второй мировой войне не принимал. В 1950-х годах использовался Королевскими военно-воздушными силами для подавления восстания мау-мау и совместно Королевскими военно-воздушными силами Великобритании и Королевскими военно-воздушными силами Австралии во время войны в Малайе.В Аргентине использовался во время государственного переворота в сентябре 1955 года — «Освободительной революции», свергнувшей Хуана Перона. Использовался как правительственными войсками, так и противниками Перона. В 1963 году во время восстания аргентинского военно-морского флота использовался правительственными войсками как по прямому назначению, так и в роли воздушного командного пункта.
Военная карьера этих самолетов оказалась короткой, но география эксплуатации была очень обширной. Помимо метрополии "Линкольны" использовались в Малайзии, Кении и на Аравийском полуострове.
В ноябре 1946 года была осуществлена экспедиция под названием "Гудвилл Линкольн". В ходе которой несколько бомбардировщиков совершили перелет, протяженностью 32 000 км в столицу Чили Сантьяго.
Эскадрильи "Линкольнов" часто привлекались к различным военным учениям. К началу 1950-х годов наступала эра реактивной авиации и Королевские ВВС начали постепенно выводить "Линкольны" из боевых частей. Последним громким аккордом службы "Линкольнов" в Бомбардировочном командовании Королевского воздушного флота стало участие 45 бомбардировщиков в воздушном параде, просвещённом коронации Елизаветы II 15 июля 1953 года.
Оставшиеся на вооружении "Линкольны" были переориентированы на решение вспомогательных задач. До 1960 года самолеты использовались в качестве учебных в Школе бомбометания, а также служили для поддержания летных навыков экипажей, отобранных для новых реактивных бомбардировщиков. Одно звено "Линкольнов"  использовалось для отладки наземных радиолокационных станций. Один самолет был переоборудован под летающий танкер и использовался для отработки системы дозаправки в воздухе.
"Линкольны" использовались для испытания новых типов турбовинтовых и турбореактивных двигателей, некоторые самолеты были задействованы для испытания отдельных самолетных систем: образцов управляемого оружия; нового шасси; противообледенительных систем. 
Имперская школа воздушной навигации переоборудовала один самолет для осуществления дальних перелетов. С бомбардировщика было демонтировано вооружение и установлены дополнительные топливные баки, доведя запас топлива до 20 916 л.  В 1950 году этот самолет совершил кругосветный перелет, преодолев за 28 дней 40 225 км. В следующем году он участвовал в арктической экспедиции, базируясь в Исландии.
Австралия эксплуатировала свои самолеты до июля 1961 года. Аргентина приспособила свои "линкольны" для гражданских целей. С одного из самолетов демонтировали вооружение, установив обтекатели, а в фюзеляже оборудовали грузоотсек и пассажирскую кабину на 12 мест, таким образом переоборудовав его в транспортный самолет для обеспечения арктических экспедиций. Еще один самолет, также переоборудованный под транспортный, получил дополнительные топливные баки совершил рекордный полет продолжительностью 20,5 часов в район Южного полюса. Аргентина эксплуатировала свои "линкольны" до 1967 года.
Avro Lincoln был последним британским стратегическим бомбардировщиком с поршневыми двигателями. Большая часть "Линкольнов" была утилизирована. До наших дней сохранилось четыре самолета. Два в Аргентине, один в Австралии и один в Великобритании.

## Инциденты с самолётом
Использовался Королевскими военно-воздушными силами Великобритании также в варианте разведчика. Так, 12 марта 1953 года самолёт-разведчик Линкольн над территорией Германии выполняя разведывательные задачи был сбит лётчиками 43-го истребительного авиационного полка ВВС СССР В. Ивановым и В. Алексеевым